# Угаритське письмо
Угаритська абетка — одна з найдавніших абеток. З'явилася у XV столітті до н. е. в Угариті — торговому порті на сирійському березі Середземного моря. Використовувався для запису місцевих семітських мов.

## Короткий опис
Збереглося кілька міфів, релігійних текстів, а також листів та адміністративних документів, записаних з використанням угаритської абетки.
Порядок знаків угаритського письма і їхнє читання загалом збігаються з порядком знаків у фінікійській абетці (додано також кілька знаків для звуків у словах, запозичених з хурритскої мови). Однак у 1980-х роках була виявлена табличка з угаритською абеткою, порядок знаків у якій збігається з порядком знаків у південноаравійскому письмі.
Форма знаків угаритського письма не має аналогів у інших системах клинопису (аккадському, перському тощо), однак форма знаків та їхній порядок в абетці наводять дослідників на думку про спільність походження з фінікійською абеткою.

## Абетка
Угаритська абетка складається з 30 символів клинопису: